# Джалакудук
40°43′ пн. ш. 72°38′ сх. д. / 40.717° пн. ш. 72.633° сх. д.
Джалакудук (до 1975 року — Суфі-Кишлак; до 2015 — Ахунбабаєв; узб. Жалақудуқ, Jalaquduq) — місто в Узбекистані, центр Джалакудуцького району Андижанської області. Населення 11 043 особи (перепис 1989).
Залізнична станція Грунчмазар на лінії Андижан I—Карасу-Узбецький.
У місті діють бавовноочисний завод, та завод по виробництву будматеріалів.
Місто отримало свою назву на честь узбецького політичного діяча Ю. Ахунбабаєва.
Статус міста з 1975 року.